# Director Dunnose
Director Dunnose o Cabeza Dunnose (en inglés: Dunnose Head) es un pequeño asentamiento ubicado en la Isla Gran Malvina, en el paso Ruiseñor (Philomel Pass) en la Bahía San Julián. Se localiza a unos 80 km al suroeste de Puerto Mitre, y no tiene una conexión por carretera adecuada.
Este caserío solía ser parte del Brothers Holdings Ltd. Packe, pero en una subdivisión, se dividió en tres granjas. Dos de ellos se basan en el antiguo asentamiento, estos se tratan de la Granja Narrows (que abarca el Este de Packe, antigua zona de la Colonia) y de Dunnose Head (que abarca el centro histórico y el campo de Flock Stud). La otra finca se basó en la casa de Shallow Harbour, que está al oeste del antiguo asentamiento, y abarca campos del viejo Packe's Ewe que fueron nombradas Campos del Sur y del Norte, más Creek Raus.